# Шарамков, Егор
Егор Шарамков (бел. Ягор Шарамкоў; род. 4 марта 1999 года, Могилёв, Беларусь) — белорусский гимнаст. Серебряный и бронзовый призёр чемпионата Европы 2020 года в опорном прыжке и в вольных упражнениях. Также завоевал серебряную медаль в опорном прыжке на летней Универсиаде 2019 года.

## Карьера
Егор начал заниматься гимнастикой в возрасте пяти лет. Он также занимался прыжками на батуте, но в конечном итоге выбрал спортивную гимнастику.

### 2015-2019
Егор завоевал золотую медаль в опорном прыжке на Европейском юношеском летнем олимпийском фестивале 2015 года.  Также занял восьмое место в финале опорного прыжка на юношеском чемпионате Европы 2016 года.
Спортсмен занял пятое место в вольных упражнениях на Кубке мира 2018 года в Париже. Затем он принял участие в своем первом чемпионате мира, помогая белорусской команде занять 24-е место в командных соревнованиях.

### 2019-2021
Шарамков завоевал серебряную медаль в опорном прыжке на Кубке мира 2019 года в Копере.  Затем он принял участие в летней Универсиаде 2019 года и прошел квалификацию в финал опорного прыжка, где завоевал серебряную медаль, уступив южнокорейцу Ким Хан Солю. Первоначально занял третье место в финале опорного прыжка на чемпионате Европы 2019 года, но опустился на четвертое место после того, как Андрей Медведев успешно проверил его оценку сложности. Затем он занял пятое место в вольных упражнениях на Европейских играх 2019 года. Помог белорусской команде занять 20-е место на Чемпионате Мира 2019 года. После чемпионата мира он завоевал бронзовую медаль в опорном прыжке на кубке мира в Котбусе.
Шарамков завоевал серебряную медаль в опорном прыжке на чемпионате Европы 2020 года, уступив украинцу Игорю Радивилову. Он также завоевал бронзовую медаль в вольных упражнениях, уступив Артему Долгопяту и Аурелу Беновичу.  На чемпионате Европы 2021 года он занял пятое место в вольных упражнениях и четвертое место в опорном прыжке.

### 2021-2025
Шарамков завоевал золотую медаль в вольных упражнениях на Кубке мира в Котбусе 2022 года.  Это соревнование состоялось в начале российского вторжения в Украину, что привело к тому, что Международная федерация гимнастики (FIG) ограничила использование белорусского флага и гимна во время церемонии награждения Шарамкова. FIG продолжила отстранять российских и белорусских спортсменов от международных соревнований. Российским и белорусским спортсменам было разрешено вернуться в качестве уполномоченных нейтральных спортсменов, начиная с 2024 года, при условии, что они соответствовали критериям нейтральности, и заявка Шарамкова была одобрена.
Шарамков завоевал золотую медаль в вольных упражнениях на Кубке мира в Баку 2024 года.  На Кубке мира в Дохе 2024 года он завоевал бронзовую медаль в опорном прыжке. Однако пропустив финал в вольных упражнениях не получил путевку на летние Олимпийские игры 2024 года.
Егор также выиграл титул в вольных упражнениях на Кубке мира в Баку 2025 года, где далее завоевал бронзовую медаль в опорном прыжке.